# Sing Sing (film 1983)
Sing Sing è un film del 1983, diretto da Sergio Corbucci.
Il film riprende il collaudato format di Qua la mano e Culo e camicia, suddividendosi in due episodi con protagonisti Enrico Montesano e Adriano Celentano, rispettivamente.

## Trama

### Prologo
I due attori comici Enrico Montesano e Adriano Celentano, all'anteprima del loro ultimo film: Sing Sing. Insoddisfatti del finale del film, propongono storie diverse al produttore cinematografico.

### Episodio 1:Edoardo
Edoardo Mastronardi, un meccanico romano con il culto dell'Inghilterra, scopre, oramai trentenne, che i suoi veri genitori sono il barone Orfeo della Torre, un nobiluomo di Frascati, caduto nella miseria più totale, ex donnaiolo incallito ormai in punto di morte, e una prostituta inglese, soprannominata dalle colleghe la Regina d'Inghilterra a causa dei suoi modi raffinati e aristocratici. A causa di un'incomprensione, Edoardo crede di essere invece il figlio illegittimo della vera sovrana inglese e, pertanto, vola a Londra nel tentativo di conoscerla, cosa che avverrà nel più curioso dei modi: la salverà involontariamente da un attentato. La Regina, riconoscente, ospita Edoardo a palazzo e, affascinata, tenta di sedurlo. Lui, convinto di esserne il figlio, respinge le avance 
della sovrana facendo una brutta figura. Rientrato a Roma viene chiarito l'equivoco ed a quel punto Edoardo tornerà dalla donna e si riscatterà prima di tornare in Italia.

### Episodio 2:Boghi
Un dispotico e burbero tenente di polizia, Alfredo Boghi, deve proteggere Linda, giovane attrice di pellicole sexy-horror, dalle molestie telefoniche di un misterioso maniaco. Dopo un primo incontro burrascoso e nonostante  i suoi atteggiamenti indisponenti, subito tra i due sboccia una forte attrazione, al punto che, quando "Boghi" scoprirà che il fantomatico maniaco altri non è che Oscar, il suo giovane vicino di casa squilibrato e disoccupato ma palesemente inoffensivo, deciderà di non denunciarlo a patto che collabori con lui per conquistare definitivamente il cuore della bella Linda.

## Curiosità
- Le scene ambientate a Buckingham Palace sono girate all'interno della Reggia di Caserta.
- Il personaggio di Oscar nel secondo episodio, interpretato da Rodolfo Laganà, è in alcuni suoi tratti ispirato a quello di Norman Bates nel celebre film Psyco.
- Quando il tenente Boghi sta seguendo Glauco che sale in macchina per scappare e invece si scontra con un'altra auto esclama: «C'è una rissa in via Pipolo, angolo Castellano... », un chiaro riferimento a Castellano e Pipolo, la coppia di registi che ha diretto il "Molleggiato" in diversi film: Asso, Il bisbetico domato, Innamorato pazzo, Mani di velluto, Grand Hotel Excelsior e Il burbero.
- La prima visione TV andava in onda su Rai Uno lunedì 7 ottobre 1985 alle ore 20:30.
- Franco Giacobini e Angela Goodwin, che recitano nello stesso episodio di Enrico Montesano, sono stati in realtà marito e moglie.